# Miki's World 1: The Lost Tiara
Miki's World: The Lost Tiara es un videojuego de plataformas desarrollado por Sumea y publicado por Nokia para J2ME.

## Trama
El juego cuenta la historia de la tiara perdida de la princesa Amie, ella se estaba luciendo con la tiara cuando un pájaro que estaba harto de ella vino y la golpeó en la cabeza, derribando la tiara del cielo. Luego la tiara rebota sobre la cabeza de dos sugetos de aspecto mayor y uno envía al otro a buscarla. Al final luego de que Miki libera a todas las aves, estas lo persiguen haciendo que la tiara se le caiga, quedando a disposición que Miki la tome, pero viene el otro sugeto que la toma y sale corriendo mientras Miki lo persigue, y seguido de esto se revela el título de la secuela del juego.

## Jugabilidad
Es juego de plataformas en que se salta sobre islas y nubes flotantes para subir, recoger monedas para obtener vidas extra y liberar aves cautivas. En el camino hay diferentes obstáculos como los rayos que lanza el viejo. En los niveles hay portales que llevan a un nivel de bonificación. Hay 55 monedas si se recogen todas se desbloquea un minijuego de bonificación secreto.